# Nacionalno prvenstvo ZDA 1891
Nacionalno prvenstvo ZDA 1891 v tenisu.

## Moški posamično
Oliver Campbell :  Clarence Hobart  2-6 7-5 7-9 6-1 6-2

## Ženske posamično
Mabel Cahill :  Ellen Roosevelt  6-4, 6-1, 4-6, 6-3

## Moške dvojice
Oliver Campbell /  Bob Huntington :  Valentine Hall /  Clarence Hobart 6–3, 6–4, 8–6

## Ženske dvojice
Mabel Cahill /  Emma Leavitt Morgan :  Grace Roosevelt /  Ellen Roosevelt 2–6, 8–6, 6–4